# Assunção
Assunção este un oraș în Paraíba (PB), Brazilia. 